# انتقم (فلم)
انتقم (بالإنجليزية: Avenged)، هُو فيلم أكشن جنوب أفريقي صدر سنة 2013، وأخرجه Donovan Marsh. عُرض الفيلم في دورة سنة 2013 ‏ من مهرجان تورونتو السينمائي الدولي.

## وصلات خارجية
- مقالات تستعمل روابط فنية بلا صلة مع ويكي بيانات